# プレデターズ
『プレデターズ』（Predators）は、2010年公開のSFアクション映画。『プレデター』シリーズの第3作目に当たる映画である。

## ストーリー
傭兵のロイスは突如閃光に包まれ、気がつくとどこかの上空を落下していた。地面の直前でパラシュートが開き着陸するが、そこは得体の知れないジャングルであった。その後、すぐに同じように落下してきたエドウィン、クッチーロ、イサベル、ニコライ、ハンゾー、スタンズ、モンバサと合流し、医師と名乗ったエドウィン以外は、軍人や殺し屋など「殺人」のプロフェッショナルであるという共通点を持っていることが判明する。
8名はジャングルを脱出するため行動を共にし、やがて開けた場所に到着するが、空を見ると幾つかの大きな衛星が浮かんでおり、そこが地球でないことを理解する。そして未知の犬型狩猟動物の襲撃に遭い、自分たちが“狩りの獲物”であることに気づく。更に奥へ進むとロイス達は、多数の生物が殺され展示されている場所に到達する。そこは謎の狩人の「狩猟キャンプ」であった。そこで奇怪なオブジェクトに括りつけられたプレデターを発見する。一行は他のプレデター三体から襲われ、その場から逃げ出す。囚われのプレデターを見た際に見せた動揺をロイスから問い詰められたイサベルによると、それは、かつてアメリカの特殊部隊員を襲ったプレデター生命体の特徴に酷似しているという。
一行はその後、10シーズンもの間、この惑星で隠れて生き抜いてきたというノーランドに生命を救われ合流、異星人達が建設した鉱山発掘の施設の隠れ家で敵の正体や特徴を知り、地球に帰還するために「彼ら」の宇宙船を奪うことを決意する。
プレデターと戦う中、プレデターにも種族があり、大種族が小種族を虐待していることも知る。
プレデターと集められた人間の戦い、あるものは相打ちに、あるものは負け、一人、そしてまた一人と狩人達の餌食になり命を落としてゆく。
今回の狩チームを全滅させ生き残ったロイスとイザベルが空を見上げると、かつての自分たちと同様に、何処かの星から拉致されてきた"次の獲物たち"が降ってくるのであった。

## 登場人物

### 集められた人類
バーサーカー・プレデターによって獲物として集められた人類。皆、傭兵や軍人、マフィアなど、戦闘（より厳密に言うならば“殺し”）のプロフェッショナルである。彼らは皆それぞれ謎の「光」を見た後、意識を失った状態で地球から連れ去られ、パラシュートを与えられ、上空から放り出された。パラシュートは胸部分のスイッチを押すと起動する、或いはある程度以下の高度になると開くような演出がされていたが詳細は不明で、運悪くパラシュートが開かず落下死した人物もいる。また、手持ちの武器、弾薬は連れ去られた際の装備そのままのようであるため、エドウィン（医師）やスタンズ（囚人）のように武器らしい武器を持っていない者もいる。
ロイス（Royce）
元アメリカ軍人の傭兵。同時に集められた面々の素性を正確に洞察するその観察眼から、イザベルからは元諜報部員とも推測されている。チームでの行動が嫌いな一匹狼の気質があるものの、戦闘能力の高さと豊富な知識から次第にリーダー性を発揮し、面々を牽引していく。ノーランドと合流後、地球に帰還するためにプレデター達の宇宙船を奪うことを決意する。劇中ではその性格から仲間にも名乗らなかったが、終盤においてミスター・ブラックを倒しイザベルに「ロイス」の名を明かした。プレデターズのコミックでは送り込まれる前は傭兵としてアフリカで反政府軍の掃討任務に就いていた。
武装はドラムマガジン仕様のAA-12とマチェーテ。
イザベル（Isabelle Nissenbaum）
イスラエル国防軍の女性スナイパー。ロイスと異なりチームでの行動を尊重するため単独行動するロイスとは衝突しがちだったが、戦いの中で次第に心を通わせていく。シリーズ第一作目での事件におけるプレデターの基本的情報を持っており、その特性をメンバーに伝えた。なお、『日曜洋画劇場』のテロップで彼女は「CIA」のメンバーであると誤って紹介されている。
武器はデジタルスコープを装着したブレイザーR93とH&K HK45。
幼少時代をマグダレン修道院の付属女学校で過ごした。当時から人に気配を察知されない特性を持っており、その才能がスナイパーとしての活動に役立っている。ソマリアやアフガニスタンでの従軍経験もあり、当時からプレデターの噂を耳にしている。
エドウィン（Edwin）
医師。メンバーの中で唯一、ロイスが素性を推し量れなかった人物。胆力を欠く態度が目立ち、宇宙人との戦いでも囮にさせられる場面もあるほか、ノーランドのアジトを脱出する際メンバーとはぐれてしまう。職業上、毒物に詳しく、ニコライが触れそうになった植物に神経毒が含まれていることを警告した。気弱な人柄を装っているが、その正体は殺人鬼であり、助けに来てくれたニコライが撃たれた際に一瞬躊躇いを見せるもすぐに見捨てる、ノーランドの棲家でニコライから渡された彼の子供達の写真を使って「私には子供がいるんだ」と命乞いをする等、本性は狡猾で冷酷。異常者だが猟場では普通でいられるという理由で地球への帰還を拒否。イザベルを襲い麻痺させるが、ロイスにはその仮の振る舞いは通用せず、メスで一突きにされた挙句、ミスター・ブラックに対するブービートラップとして利用され爆死した。
武器と言えるものは無く、メス（上記のニコライとのやりとりで神経毒の液を付着させた）を携帯している。なお、初登場時はパラシュートが木に絡まり宙づり状態で、「何か切る物はないのか？」と聞かれた際に「持っていない」と答えており、この時点で既に嘘をついていた他、ロイスがクッチーロを見捨てる指示を出した際は真っ先に従っている。ロイスはどの段階でエドウィンの正体が殺人鬼である事に気付いたか不明だが、素性を推し量れなかったエドウィンを最後まで疑い、プレデターのトラバサミにかかってニコライの写真を利用した時からエドウィンの芝居に気付いていた節がある。
クッチーロ（Cuchillo）
メキシコの麻薬カルテル暗殺集団「ロス・セタス」メンバー。ロイスとほぼ同じ地点に落下する。ドッグ・ハンドラー・プレデターの放った猟犬との戦闘の最中、プレデターによる囮に利用される。最終的にイザベルに撃たれて死亡したと思われていたが、実は既に死亡していた（描写はないが、右頬が食いちぎられているため猟犬に殺害された模様）。メンバーの中で最初に命を落とした。
拉致前はメキシコ、ティフアナのラ・プレサ地区にいた。恐れ知らずの暗殺者であり、武装した警察官の集団に単身殴り込みをかけ全滅させるほどであった。
武器は二丁のH&K MP5Kと彫刻装飾の施されたM1911A1。
ニコライ・フェドロフ（Nikolai Fedorov）
屈強なロシアのスペツナズの一つであるアルファ部隊の隊員。チェチェンでの戦闘の最中拉致され、出会った当初のロイスとクッチーロを敵と見なして攻撃した。義理堅い性格で毒物の警告を与えたエドウィンが囮にされた際は動揺を隠さず、ノーランドのアジトではぐれた際はただ一人救助に向かった。二人の子供の写真を持ち歩いている。
武器はM134ガトリングガン とトカレフTT-33で、前者は一作目での登場人物、ブレインが用いたものと同機種で、本作ではデスキャンプでの交戦で被弾して破壊された。ノーランドのアジトで手に入れたと思しきクレイモア地雷を使って、彼を殺そうとしたドッグ・ハンドラーを道連れに自爆して果てる。
ハンゾー（Hanzō Kawakami）
日本人ヤクザ（劇中では「ヤクザ」を「日本のマフィア」と説明）の殺し屋。左手の薬指と小指が詰められている。「口は災いを呼ぶ」を信条として滅多に口を開かず、初めて言葉を発したときはエドウィンに驚かれていた。似たような性分故か、ロイスとは息のあった行動をするシーンがある。普段は襟なしのスーツで身を固めているが、ファルコナー・プレデターとの一騎討ちの際に上半身裸になり、服で見えなかった体表一面に入れ墨が彫られていることが判明する。当初履いていた革の短靴がジャングルの地表に合わなかったため、素足で行動する。
武器はベレッタ M92FS INOX。後にノーランドのアジトで日本刀を手に入れ、ファルコナー・プレデターと壮絶な一騎討ちを繰り広げ、相打ちではあったがプレデターの1人を倒すことに成功する。
拉致前は日本の東京にいた。日本では数多くの人を殺し、「千年生まれるのが遅かった武士」と評される。しかし行き過ぎた殺しを長老に咎められ、代償として指を切り落とされた。なおここで登場する日本は「未だ忍者がいる」「天守閣のある城の外観をした寺院」といった形で描かれ、現実よりもコミカライズされた日本となっている。
ウォルター・スタンズ（Walter Stans）
FBIに追われていた強姦殺人犯の死刑囚。死刑執行の二日前に拉致された。下品な性格でなにかと卑猥な台詞を吐き、特に真面目なエドウィンを閉口させている。劇中モンバサとはたびたび衝突するも、猟犬との戦闘中で彼に助けられ、彼がプレデターに殺された際は少なからず悔やんでいた。モンバサと衝突した理由は不明。
武器はナイフのみでその貧弱さを嘆き、モンバサに武器を渡すよう迫っていた。後にノーランドのアジトで受刑服の下に防具を仕込み、バーサーカーに背後から撃たれたプラズマキャノンを防ぎ、そのナイフで逆襲して傷を負わせる。最期はミスター・ブラックに生きたまま脊髄と頭蓋骨を引き抜かれ絶命した（プレデターは果敢に反抗してきた獲物の頭蓋骨と脊柱に該当する部分をトロフィーのように収集する習慣を持っているとされる）。自身の妹の裸のタトゥーを入れる異常者であったが、死ぬ間際には自身を犠牲にして皆を逃がしており、ある程度の良識は持ち合わせていた模様。
モンバサ（Mombassa）
シエラレオネのRUFの兵士。登場時からスタンズとなにかと衝突しているが、猟犬との戦闘では彼を援護している。寡黙な性格。一行がデスキャンプに足を踏み入れた際、プレデターにより地表に仕掛けられたトラップで串刺しにされ死亡、死体もプレデターとの戦闘中にニコライの銃撃に被弾し、蜂の巣になった。
拉致前はシエラレオネのマカリにいた。女子供でも撃ち殺す非情な兵士であったが、自分はその所業に相応しい最期を迎えるだろうという諦観も抱いていた。
武器はAKMSとM1911A1。
ロナルド・ノーランド（Ronald Noland）
アメリカ軍空挺部隊出身の軍人。ロイスたちがやってくる以前に拉致され、サバイバル生活を送っていた。長い過酷な生活によってその精神に異常をきたしているためか、存在しない架空の誰かと会話する奇癖がある。プレデターや他の獲物の装備を手に入れ身に着けており、棲家の前にやってきたロイス達を一時的に匿い食料を与えたり水の場所を教えるが、実はロイス達を殺して装備や物資を奪おうと目論んでいた。これに対するロイスの反撃によって結果的にプレデターに隠れ家を発見され、ドッグ・ハンドラーにプラズマキャノンで無惨にも殺害されることになる。
本人は「プレデターを2体か3体は殺した」「ここで7か10シーズンを生き延びた」と語っているが、真偽詳細は不明。
落下死した兵士（Unnamed Soldier）
ロイスとクッチーロの後に落下した兵士。パラシュートが開かず激突死した。ピクセルグレーの迷彩服（ACU）姿からアメリカ陸軍の兵士だと思われる。クレジットにも名前が表示されていないが、設定上では“ロッキー”という名前。
ドレイク（Drake）
アメリカ陸軍特殊部隊の兵士で、アフガニスタンに配属されていた。落とし穴や丸太、落下する木串のトラップを仕掛けプレデター達に備えたが通用せず、胸を撃ち抜かれて殺害され死後2週間が経過した状態で発見される。なおプレデターズのコミックで名前が判明しており、彼の部隊がアフガニスタンから送り込まれ、ノーランドと出会って、プレデターに殺されるまでの話が描かれている。コミックでは海軍特殊部隊Navy SEALsの兵士という設定になっている。

### プレデター
本作は映像作品として初めてプレデター同士の対立と争いが描かれた。
ミスター・ブラック（Mr. Black）
バーサーカー・プレデターと呼ばれる大柄のプレデター種族のリーダー。肉食動物の顎骨と思われる物をマスクに飾っている。
ファルコナー（Falconer）
文字通り鷹匠の役を務め、猛禽類に似た小型の無人偵察機を装備している。ハンゾーと一騎討ちで対決する。
ドッグ・ハンドラー（Dog Handler）
犬笛のようなものを使ってプレデターハウンドを操る。マスクに2本の牙が付いている。
クラシック・プレデター（Crucified Predator）
プレデター達の野営地に囚われているプレデター。第一作に登場したプレデターと似ている。バーサーカー・プレデターに比べると相対的に若干小柄なため、ノーランドが「小さい奴」と呼び、両者を「犬と狼の関係みたいなもの」と例えている。日本版パンフレットにはクラシック種は被支配階級であり支配階級にあたるバーサーカー種に隷属させられているという記述がある。

### その他クリーチャー
プレデターハウンド（Predator Hound）
ドッグ・ハンドラーが引き連れる猟犬。トゲが無数に生えている。
リバー・ゴースト・エイリアン（River Ghost）
プレデター達の獲物として集められた別種のエイリアン。檻に入れられ猟場に連れてこられた。ヒューマノイド型のように見えるが、昆虫のような顔をし、背中に翼か脚部のような器官がある。また体に虫を這わせている。他にも同族がいたが1人だけ生き残った。ロイス達が探検している途中に川沿いで出くわす。エドウィンをおとりに誘き寄せ、イザベルのライフル銃で狙い撃ちで射殺したかのように見えたが、弾は外れており実際はノーランドによって射殺されていた。
正式な名前はないが、元の案では川付近で発見され幽霊か幻のように見える予定であったことから、リバー・ゴーストという通称で呼ばれる。デザインをしたグレゴリー・ニコテロによると、フィギュア造形作家の竹谷隆之が制作した『強殖装甲ガイバー』のエロゥシブガイバーにデザインの影響を受けたという。

## キャスト
| 役名                           | 俳優                         | 日本語吹替          |
| ------------------------------ | ---------------------------- | ------------------- |
| ロイス                         | エイドリアン・ブロディ       | 井上和彦            |
| イザベル                       | アリシー・ブラガ             | 皆川純子            |
| エドウィン                     | トファー・グレイス           | 置鮎龍太郎          |
| クッチーロ                     | ダニー・トレホ               | 廣田行生            |
| ニコライ                       | オレッグ・タクタロフ         | 谷昌樹              |
| ハンゾー                       | ルイ・オザワ                 | 中西としはる        |
| スタンズ                       | ウォルトン・ゴギンズ         | 高木渉              |
| モンバサ                       | マハーシャラルハズバズ・アリ | 江川央生            |
| ノーランド                     | ローレンス・フィッシュバーン | 玄田哲章            |
| ミスター・ブラック・プレデター | ブライアン・スティール       |                     |
| ファルコナー・プレデター       | ブライアン・スティール       |                     |
| ドッグ・ハンドラー・プレデター | キャリー・L・ジョーンズ      |                     |
| クラシック・プレデター         | デレク・ミアーズ             |                     |
| リバー・ゴースト・エイリアン   | キャリー・L・ジョーンズ      |                     |
| ロッキー（クレジット無し）     | アーロン・リチャードソン     |                     |
| 日本語版制作スタッフ           |                              |                     |
| 演出                           | 演出                         | 中野洋志            |
| 字幕翻訳                       | 字幕翻訳                     | 林完治              |
| 吹替翻訳                       | 吹替翻訳                     | 徐賀世子            |
| 調整                           | 調整                         | 武田将仁 中川ふみ子 |
| 録音スタジオ                   | 録音スタジオ                 | ACスタジオ          |
| リレコミキサー                 | リレコミキサー               | Ian McLoughlin      |
| ドルビーコンサルタント         | ドルビーコンサルタント       | Bruce Emery         |
| ミキシングスタジオ             | ミキシングスタジオ           | サウンドファーム    |
| 制作                           | 制作                         | ACクリエイト        |

## スタッフ
- 監督 - ニムロッド・アーントル
- 製作 - エリザベス・アヴェラン、ジョン・デイヴィス、ロバート・ロドリゲス
- 製作総指揮 - アレックス・ヤング
- 脚本 - アレックス・リトヴァク＆マイケル・フィンチ
- 撮影 - ギュラ・パドス
- 編集 - アルメン・ミナジャン
- 音楽 - ジョン・デブニー

## 製作・その他
プレデターズの製作総指揮であるロバート・ロドリゲスは1994年頃にプレデターズという原題で、『プレデター3』の脚本（スクリプト）を2つ書いている。一つは17世紀スペインのガレオン船がプレデターに襲われ船員が闘うという内容。もう一つはプレデター3用に書かれたもので、『プレデター』の主人公ダッチ・シェイファー（アーノルド・シュワルツェネッガー）と『プレデター2』の主人公マイク・ハリガン（ダニー・グローヴァー）の2人が捕らえられ、プレデターの惑星で狩りの獲物とされプレデター達と対決するという内容である。前2作との関連性は薄いものの、第1作目の過去に中央アメリカに、プレデターが現れ人間と戦闘していた事が語られるなど、前シリーズと同一の世界である事が示唆されている。
映画脚本家サム・F・パークも2003年当時、シリーズ3作目の続編となる『Predator 3: The Deadlier of the Species』の脚本を書いている。吹雪が吹き荒れる真冬のニューヨークを舞台にプレデターとダッチ・シェイファーが闘うという内容のもので、ロドリゲスの書いたスクリプトはパークのものとは異なっていた。
ロドリゲスは、2004年のインタビューで、『プレデターズ』の製作に1億5,000万ドルの大きな予算が掛かるため、20世紀フォックスの予算不足により拒絶されたと語っている。その結果、映画の企画は製作されずに終わってしまった（サム・パークのスクリプトの『プレデター3』の企画もダッチ・シェイファー役のシュワルツェネッガーがカリフォルニア州知事となったため、中止されている）。
2009年、ロドリゲスは再び『プレデターズ』の映画化に乗り出した。脚本はマイケル・フィンチとアレックス・リトヴァクの3人の共同で書き、以前書いた『プレデター3』用の脚本内容の一部の修正・取り入れなどを行った。監督はニムロッド・アーントルが担当し、ハワイ島のジャングルとテキサス州オースティンのスタジオで撮影された。
プレデター役にはミスター・ブラック役にブライアン・スティール、デレク・ミアーズなどもプレデター役で出演した。またアーノルド・シュワルツェネッガーがカメオで出演するとの噂もあった。また他にも『プレデター2』に出演していたヘンリー・キンジがダッチ・シェイファー役、トーマス・ロザレス・Jr.がカール・ディロン役で、そして、ケイン・ホッダーがダニー・ハリガン役、スティーブン・ハーがゲイリー・キース役で出演するのではないか？などの噂も存在していた。
2010年3月12日から3月16日にテキサス州オースティンで開催されるSXSW映画祭でロバート・ロドリゲスとニムロッド・アーントル監督がプレデターズのプレゼンテーションを行う事が決まり、『プレデターズ』の映画の予告編を最初に見ることが出来た。

## プロモーション
日本では元大相撲横綱・朝青龍が宣伝横綱に就任。PRイベントではスーパープレデタースーツを着て宣伝をしている。

## DVD・Blu-Ray
日本では2010年11月17日に、トリロジー ブルーレイBOX(初回生産限定)、ブルーレイ＆DVDセット(初回生産限定) 、コレクターズエディションDVDが同時発売された。トリロジー ブルーレイBOX、ブルーレイ＆DVDセットは予約特典として映画のその後を描いた英語表記のコミックが封入されている。また、いずれのパッケージに関してもファルコナーが題材となっている。

## コミック
2010年の6月9日から映画本編以前の出来事を描く『プレデターズ』全4号が毎週に渡って販売。2010年7月14日には映画を漫画化した『プレデターズ』と、物語のその後を描く『プレデターズ：プリザーブ・ザ・ゲーム』がダークホースコミックスから発売された。日本未発売。ライターはMarc Andreyko、Paul Tobin、David Lapham。ペンシラーはGuilherme Balbi、Gabriel Guzman、Allan Jefferson、Victor Drujiniuが担当した。映画本編以前の出来事を描くコミック版ではノーランドとアメリカ海軍特殊部隊のドレイクの物語「Welcome to the Jungle」とロイスの物語「A Predatory Life」の2つの短編ストーリー構図になっている。

### Welcome to the Jungle
アフガニスタンの山でテロリスト抹殺の任務にあたっていた、アメリカ海軍特殊部隊達がテロリストの自爆テロに遭う。爆発の瞬間、意識を失った彼らは気が付くと、得体の知れないジャングルに着陸していた。彼らはプレデターに襲われ、多数の兵士が殺される。唯一生き残ったドレイクはノーランドという、何年も前からこの惑星で過ごす男に出会い、プレデターに付いて話を聞く。両者の仲は不安定ながらもプレデターを倒すため、手を組み協力しようとする。後に2人はプレデターを引き付け、罠で捕らえようとする。その時、プレデター・ファルコンにその様子を察知され、ドレイクはプレデターに殺され、ノーランドは彼が殺されることを知る。

#### 登場人物
ドレイク
アメリカ海軍特殊部隊Navy SEALs（映画ではアメリカ陸軍特殊部隊となっている）の兵士。アフガニスタンでの任務中に、テロリストの自爆テロの瞬間、気が付くと、この土地に落下する。見知らぬ密林で、他の仲間の兵士達は正体不明の見えない敵に1人ずつ順番に殺され、彼だけ生き残る。ノーランドと出会い、彼の隠れ家で、ノーランドから、エイリアンが人間を狩りの獲物のため、惑星に連れて来ると知らされる。プレデターと戦うため、お互い不信感はあったもののノーランドと手を組む。途中、彼は惑星にいる巨大昆虫のクリーチャーに襲われ、ノーランドとの協力で逃げる。後に彼とノーランドはプレデターを捕らえようと、罠で捕まえようとする。殺すかどうか意見の相違があったが罠で捕らえる事に成功する。その後、プレデター・ファルコンに察知され、彼はノーランドから少し離れた後、プレデターに追い詰められ殺されてしまう。映画ではロイス達が彼の死体を発見している。
武器はアフガンで暗闇の中で任務していたため、暗視ゴーグルと、サブマシンガンを装備していた。しかし到着後、ノーランドを追う際、プレデターに追われ、その時、殆どの武器を失う。ノーランドの棲家で自身を守るため、レイザー・ディスクを盗み、装備していた。
サンダーソン、レドモンド、エルドリッチ、アゴスティーニ、カルロヴィッチ
ドレイクと同じくアメリカ海軍特殊部隊Navy SEALsの兵士達。ドレイクと共にアフガニスタンから、この土地に気が付くと連れて来られ、ドレイク以外すぐにプレデターに全員殺される。
ノーランド
ドレイクの知人となった兵士。何年もこの惑星におり、壊れた宇宙船を隠れ家にプレデターの武器など様々な武具を集めていた。ドレイクと一緒に協力の下、罠でプレデターを捕まえようとした。

### A Predatory Life
紛争が続く腐敗したアフリカのとある国の独裁者が、テロリストと呼ぶ反政府勢力を一掃するため、ロイスを傭兵として雇う。ロイスが反政府勢力抹殺の仕事をしている時、ロイスを影から、ひそかに謎の生命体（ドッグ・ハンドラー・プレデター）が後を付けて見張っていた。

#### 登場人物
ロイス
フィリピンで4年間、傭兵の仕事した後、アフリカに渡り、ある指導者の将軍がテロリストと呼ぶ反政府勢力のリーダーのクッティーとその母や家族の抹殺と反政府軍の一掃をして欲しいと雇われる。その後、案内役のバポトに裏切られ、ロイスは一旦殺しを止める。3日後に彼が虐殺するとはずだった村を見つけ、村を偵察。無情で慈悲もなく、任務達成のため、ロイスは反政府の拠点の村で次々とターゲットを抹殺する。次々と抹殺して行くロイスの姿を、茂みの中からドッグ・ハンドラー・プレデターが見ていた。
バポト
ロイスを将軍の元に案内した独裁政権側の兵士だったが裏切り、ジャングルでロイスを反政府勢の拠点に案内する途中で、ロイスを裏切る。
クッティー
反政府勢力軍のリーダー。自由のため、独裁政権の将軍に抵抗しているが、テロリスト呼ばわりされていた。独裁政権から反政府勢力一掃で雇われたロイスにより家族や仲間も含め殺される。
トラヴィス
ロイスと同じ白人の傭兵。
9人の部下達を引き連れ、反政府側の傭兵についていた。部下達はロイスに次々と殺され、最後はジープで逃げようとするが、彼を追いかけて来たロイスにより殺される。
独裁政府
アフリカのとある政情が不安定な国の大統領。独裁者の将軍で、腐敗した軍事政権を築いている。逆らう邪魔な反政府勢力の指導者クッティーとその家族や仲間の抹殺のため、傭兵のロイスを雇う。

### プレデターズ： プリザーブ・ザ・ゲーム
映画の後の話である。ロイスとイザベルは生き残ったが、イザベルが怪我をしていた事もあり、ロイスの要望により、分かれる事になる。ロイスは2ヶ月間、1人でプレデターが送り込んだ凶暴な生き物達を殺し続け、自分こそが最強の殺しだと証明してみせる。後にロイスはイザベルの助けが必要だと、彼女を探し、再び一緒に行動をする。その時、プレデターは新たなプレデター、フォー・アーマー・プレデターを送り込み、ロイスとイザベルは生き残るために戦いを余儀なくされる。

#### 登場人物
ロイス
イザベルと分かれた後、2ヶ月間、1人で惑星の凶暴な生き物達を殺し続けた。
イザベルと再び一緒に行動を共にするが、恋愛感情が芽生えたのか、彼女と肉体関係も持つ。
イザベル
ロイスと共に唯一生き残った地球人。
怪我が元でロイスの願望により、一旦分かれて行動をする事に。ロイスと再び一緒に行動するまで怪我も回復し、1人でたくましく生き残っていた。ロイスと肉体関係も持つなど、ロイスと恋愛も発展させた。
フォー・アーマー
腕が4本あり、平均的なプレデターより、さらに大柄な突然変異のプレデターである。

## 地上波放送履歴
| 回数 | テレビ局   | 番組名          | 放送日        | 放送時間      | 放送分数 | 視聴率 | 備考 |
| ---- | ---------- | --------------- | ------------- | ------------- | -------- | ------ | --- |
| 1    | テレビ朝日 | 日曜洋画劇場    | 2012年8月26日 | 22:00 - 24:10 | 130分    | 11.7%  | 『シルシルミシルさんデー3時間SP』(18:56 - 21:54)放送のため 通常放送より1時間遅れで放送した。                                                               |
| 2    | 日本テレビ | 金曜ロードSHOW! | 2014年1月31日 | 21:00 - 22:54 | 114分    | 11.4%  | 同日放送される予定だった特別番組『封印された細川家の秘宝 信長59通の手紙を解読せよ』 に出演する予定だった細川護熙が東京都知事選挙に出馬したため、急遽放送。 |
| 3    | テレビ朝日 | 日曜洋画劇場    | 2015年11月8日 | 23:05 - 25:15 | 130分    | 7.7%   | 『世界野球プレミア12』 日本VS 韓国の放送延長で当初より125分遅れで放送。                                                                                    |
| 4    | 日本テレビ | 金曜ロードSHOW! | 2018年9月21日 | 21:00 - 22:54 | 114分    | 6.7%   | 『ザ・プレデター』公開記念で放送。 |

- 視聴率はビデオリサーチ調べ、関東地区・世帯・リアルタイム。

## 続編
ロイス役のブロディは今作のシリーズ化に意欲があり、それをうながすことに努めると語っており、作品のラストも含みのある終わり方となっている。
2014年6月に『プレデター』の1作目に出演したシェーン・ブラックはフレッド・デッカーがスクリプトを書き、共同で『プレデター』の4作目に当たる続編を制作すると20世紀フォックスに発表した。ロドリゲス監督の本作『プレデターズ』とは別の話の続編となる見通しであるという。
ブラックが監督を務めた続編の『ザ・プレデター』は2018年に公開された。